# 巴納比·傑克
巴納比·傑克（Barnaby Michael Douglas Jack，1977年12月22日—2013年7月25日）是一位新西兰的黑客、程序员和计算机安全专家。他因在2010年计算机安全业界知名的黑帽子大会上演示了入侵自動櫃員機并当场让自動櫃員機吐出钱而引起广泛关注。傑克是西雅图安全评估公司IOActive的嵌入式设备安全主管。 
2009年傑克任职于一家自動櫃員機生产商。本要在当年的黑帽子大会上演示入侵自動櫃員機的技术，但迫于压力推迟到了2010年的黑帽子大会。在此次会议上，他成功地演示入侵安装有两种不同系统的自動櫃員機并当场让自動櫃員機吐出钱，他称之为“jackpotting”。2013年，他还计划在8月份举行的黑帽子大会上演示如何入侵心臟除顫器和心脏起搏器。他已经研究出一种方法，可以在距离目标50英尺的范围内侵入心脏起搏器，并让起搏器释放出足以致人死亡的830V电压。但是他在7月25日死于旧金山的自家公寓里。